# Gănești (okręg Marusza)
Gănești (węg. Vámosgálfalva) – wieś w Rumunii, w okręgu Marusza, w gminie Gănești. W 2011 roku liczyła 2136 mieszkańców.